# 마크 스피츠
마크 앤드루 스피츠(Mark Andrew Spitz, 1950년 2월 10일 ~ )은 2008년 베이징 올림픽 이전까지 한 대회에서 가장 많은 금메달을 딴 미국의 수영 선수이다. 그는 1972년 뮌헨 올림픽에서 금메달을 모두 7종목에서 세계 신기록을 세워 7개의 금메달을 땄으며, 1968년 멕시코시티 올림픽에서도 금메달 두 개를 목에 건 바가 있다.
그는 3번이나 "올해의 세계 수영 선수"에 선정(1969, 1971, 1972)되었으며, 2008년 베이징 올림픽에서 마이클 펠프스에게 자신의 영광을 넘겨주었다.

## 어린 시절
캘리포니아주 모데스토에서 유대인 집안에서 태어난 스피츠는 2세 때 가족과 함께 하와이주 호놀룰루로 이주하여 와이키키 해변에서 수영을 하였다고 한다. 6세 때에 새크라멘토로 돌아와 지방 수영 클럽에서 참여하였다. 9세 때에는 아든 힐스 수영 클럽에서 훈련을 받았다. 14세에 샌타클라라로 이주하여 그곳의 수영 클럽에서 조지 F. 헤인즈에 의하여 훈련하였고 1964년부터 1968년까지 고등학교 수영 팀에서 활약하였다.
1966년 16세의 나이로 국립 AAU 선수권 대회에서 100m 접영 첫 우승을 하였으며, 이듬해 400m 자유형에서 4분 10.60초의 첫 세계 기록을 세웠다.

## 마카비아 게임
1965년 텔아비브에서 열린 국제 유대인들이 모이는 경기로 알려진 마카비아 게임에 15세의 나이로 참가하여 4개의 금메달을 따면서 가장 두드러진 선수로 임명되었다.
멕시코시티 올림픽의 다음해 1969년 마카비아 게임에 참가하여 6개의 금메달을 땄다.
1985년 마카비아 게임 개막식에서 성화를 붙이기도 하였으며, 2005년 17회 게임에서 스피츠는 미국 사절단의 한명이었다.

## 팬아메리칸 게임
1967년 위니펙에서 열린 팬아메리칸 게임에서 5개의 금메달을 따기도 하였다.

## 멕시코시티 올림픽
10개의 세계 기록 보유자로 알려진 스피츠는 1968년 멕시코시티 올림픽에 참가하여 6개의 금메달을 따는 예정을 두었다. 그는 거기서 2개의 팀 금메달 - 400m 자유형 계주(3분 31.70초)와 800m 자유형 계주(7분 52.33초)를 우승하였다. 100m 접영에서 2위를 하였는 데 동료 더그 러셀에게 절반의 초로 패하였고, 그 결과로 스피츠는 400m 혼계영에 나가지 못하였다.

## 대학 훈련
멕시코시티 올림픽에서 실망한 스피츠는 인디애나 대학교에 입학하여 전설적 코치 닥 카운실맨(올림픽에서 스피츠의 코치이기도 함)과 함께 훈련하였다. 인디애나 대학교 재학 중에 스피츠는 8개의 NCAA 타이틀을 우승하였다. 1971년 미국에서 정상의 아마추어 선수로서 제임스 E. 설리반 상을 수상하였다.
또한 이듬해에 시카고의 포테지 공원에서 열린 미국 올림픽 수영 선발 대회에서 세계 기록들을 세우기도 하였다.

## 뮌헨 올림픽
1972년 뮌헨 올림픽에서 스피츠는 다시 6개의 금메달을 따는 데 목적을 두었다. 여기서 7개의 금메달을 획득하면서 7개의 세계 신기록을 모두 세웠다 - 100m 자유형(51.22초), 200m 자유형(1분 52.78초), 100m 접영(54.27초), 200m 접영(2분 0.70초), 400m 자유형 계주(3분 26.42초), 800m 자유형 계주(7분 35.78초)와 400m 혼계영(3분 48.16초).
스피츠는 라리사 라티니나, 파보 누르미, 칼 루이스, 마이클 펠프스와 더불어 9개 혹은 그 이상의 올림픽 금메달을 딴 6명의 올림픽 선수들 중의 하나이다. (라티니나, 누르미, 루이스, 볼트는 9개, 펠프스는 23개의 금메달을 땄다) 스피츠의 7개 금메달 획득 기록은 2008년 펠프스에 의하여 깨졌다.

## 은퇴
뮌헨 올림픽의 영광 후에 스피츠는 수영에서 은퇴하였다.
1999년 ESPN 스포츠시세기 50명의 위대한 선수들 중에 33위를 하여, 그 명단에 든 단 하나의 수상 선수였다.
1992년 수영에 복귀한 그는 1992년 바르셀로나 올림픽에 참가하기로 하였으나 선발전에서 2초나 늦어 실패하였다.

## 명예의 전당
- 국제 수영 명예의 전당 (1977)
- 국제 유대인 스포츠 명예의 전당 (1979)
- 미국 올림픽 명예의 전당 (1983)
- 새너제이 스포츠 명예의 전당 (2007)
- 국립 유대인 박물관 스포츠 명예의 전당 (2007)
- 롱비치 시티 칼리지 명예의 전당 (2007)
- 인디애나 대학교 선수 명예의 전당

## 같이 보기
- 올림픽 다관왕 목록
- 수영 접영 100m 세계 기록 추이
- 수영 자유형 100m 세계 기록 추이
- 수영 접영 200m 세계 기록 추이
- 수영 자유형 200m 세계 기록 추이
- 수영 자유형 400m 세계 기록 추이
- 수영 혼계영 400m 세계 기록 추이
- 수영 계영 800m 세계 기록 추이